# Lux FM
«Люкс FM» (в логотипі та соцмережах «Радіо Люкс») — українська недержавна радіомовна мережа, чиї програми виходять в понад 20 містах України. Музичний формат: Hot AC. Окрім музичних блоків, в етері звучать тільки «Хороші новини», ранкове шоу «Зарядка», хіт-паради, ігрові, вітальні та розважальні програми. Радіостанція розпочала мовлення 1 січня 1994 року.

## Історія
«Радіо Люкс» розпочав мовлення 1 січня 1994 року у Львові. До 1995 року станція мовила у цьому місті на двох частотах — 67,82 МГц та 104,7 МГц.
У Києві «Люкс FM» з'явився 20 вересня 1995 року на 103,1 МГц. На початку квітня на цій частоті кілька днів було тестове мовлення в режимі відкритої несучої. Для цього була створена окрема компанія «Ю бі Сі — Радіо Люкс», яке частково належало львівському «Радіо Люкс» та київським партнерам. Спочатку на Київ транслювалася та ж програма, що й у Львові. Через якийсь проміжок часу в ефірі з'явилися рекламні блоки, орієнтовані на Київ, випуски київських новин, а також заставка з київською частотою. Все це виходило зі студії у Львові — передавальний сигнал на Київ став настільки видозмінюватися. Цьому допомогла комп'ютеризація — «Радіо Люкс» стало першим радіо, яке автоматизувало свій ефір. У Києві «Радіо Люкс» стало першою цілодобовою радіостанцією.
Наприкінці 1995 року «Радіо Люкс» намагалось завойовувати київський середньохвильовий ефір на частоті 1512 кГц.
Музичне наповнення в ефірі «Радіо Люкс» в ті часи було різноманітним: західні поп- та рок-хіти (зокрема, чимало старих) та творчість українських гуртів і виконавців — від року до рейву.
У липні 1996 року радіостанція розпочала своє мовлення у Житомирі. Спочатку на хвилі радіо «Житомирська хвиля» (71,12 МГц), а згодом вже на власній частоті (107,7 МГц).
На початку 1999 року «Люкс FM» розпочав мовлення у Чернівцях на частоті 102,5 МГц (пізніше частота була змінена на 102,4 МГц) та у Миколаєві на 107,1 МГц. Окремі програми лунали в ефірі івано-франківського радіо «Вежа» (107 МГц).
Очікувався також запуск станції в Ужгороді (105,2 МГц) та Дніпропетровську (102,5 МГц) (у Дніпропетровську «Люкс FM» з'явився лише у 2003 році на власній частоті 100,5 МГц). Проте для розбудови радіостанції радіорелейні мережі підходили погано — вони не забезпечували нормальної якості, а обходилися дорого, тому розвиток мережі «Радіо Люкс» призупинився. Більше того — на якийсь проміжок часу програми радіостанції зникали з житомирського та миколаївського ефірів.
Черговий період в історії «Радіо Люкс» розпочався у квітні 2002 року. Тоді змінився менеджмент і структура власників «Ю Бі Сі — Радіо Люкс», яка була перетворена у ВАТ «ТРК Люкс». У Києві була споруджена окрема студія радіостанції, сигнал з якої спочатку залунав на частоті 103,1 МГц, через кілька днів — на частоті 69,68 МГц, а згодом був піднятий на супутник.
Формат київської студії відрізнявся від львівського ефіру передусім появою у плейлісті російськомовної музики. Змінилися також ефірні слоган і одяг. Станція стала себе називати Перший розважальний «Люкс FM». Запуск здійснювався під керівництвом радіоменеджера Андрія Карпія. Згодом програми «Першого Розважального» залунали на хвилях ТРК «Клас» у Донецький та Харківській областах, де вони замінили «Хіт FM», який перейшов на власні частоти. Також Перший Розважальний Канал «Люкс FM» почав потихеньку витісняти львівські програми на мережі «ТРК Люкс» — вони залунали у Чернівцях та Житомирі. Згодом було відновлено мовлення у Миколаєві і розпочато мовлення в Ужгороді.
Наприкінці 2005 року єдина мережа розділилася: на частотах «ТРК Люкс» залишився мовити Перший Розважальний Канал «Люкс FM» з Києва, а на частотах «ТРК Клас» виходило «Люкс FM Схід» (до 1 вересня 2009, коли розпочало мовлення «Стильне радіо Перець FM»), що входило до «Першої української радіогрупи» Андрія Карпія. У Львові «Люкс FM» мовить з місцевої студії у форматі, позбавленому російськомовної музики.

## Програми
- Ранкове шоу Зарядка
- Шоу Все пУчКоМ
- Хороші новини
- Weekend шоу

## Ведучі
- Женя Фешак
- Таня Татарченко
- Слава Дьомін
- Таня Лі
- Катерина Сташко

## Міста і частоти[2]
- Київ — 103,1 FM
- Біла Церква — 104,3 FM
- Василівка — 100,9 FM
- Вінниця — 99,8 FM
- Генічеськ — 103,6 FM
- Дніпро — 100,5 FM
- Донецьк — 96,1 FM
- Житомир — 107,7 FM
- Запоріжжя — 102,2 FM
- Івано-Франківськ — 103,8 FM
- Кременчук — 101,7 FM
- Кривий Ріг — 91,6 FM
- Кропивницький — 107,2 FM
- Луганськ — 91,3 FM
- Луцьк — 106,9 FM
- Львів — 104,7 FM (місцевий етер)
- Миколаїв — 107,1 FM
- Мирноград — 92,5 FM
- Нікополь — 105,4 FM (план)
- Одеса — 104,3 FM
- Олександрія — 105,1 FM
- Олешки — 99,4 FM
- Покровськ — 92,5 FM
- Полтава — 99,5 FM
- Прилуки — 102,0 FM
- Рівне — 90,9 FM (в ефірі радіостанції «Ритм FM»)
- Севастополь — 89,9 FM
- Сєвєродонецьк — 107,1 FM
- Сімферополь — 91,5 FM
- Старобільськ — 106,7 FM
- Тернопіль — 104,5 FM
- Ужгород — 105,2 FM
- Харків — 105,2 FM
- Херсон — 99,4 FM
- Хмельницький — 101,2 FM
- Черкаси — 106,1 FM
- Чернівці — 102,4 FM
- Чернігів — 105,4 FM
- Чонгар — 107,8 FM
- Шацьк — 94,1 FM (план)

## Історія мовлення
- 1 квітня 1994 — радіостанція почала мовлення на частоті 67,82 МГц у Львові.
- 28 серпня 1995 — починається мовлення на частоті 103,1 МГц у Києві.
- Квітень 1999 — починається мовлення в Чернівцях на 102,5 МГц
- 2003 рік — починається мовлення радіостанції «Люкс ФМ Схід» у більш ніж 25 містах.
- 2004 рік — радіостанція отримує ліцензію на мовлення у всіх обласних центрах заходу України та місті Дніпро.
- 1 вересня 2009 — «Люкс ФМ Схід» стає «Стильне радіо Перець ФМ», таким чином «Люкс ФМ» втрачає «міста-мільйонники».
- 2012 рік — «Люкс ФМ» вже мовить у 29 містах в тому числі в Харкові, Донецьку, Запоріжжі.

## Порушення мовних квот
9 листопада 2017 рішенням Національної ради за результатами позапланової перевірки на ПрАТ «Радіокомпанія Люкс», м. Київ (позивні «Люкс ФМ»), накладено штраф у розмірі понад 50 тис. грн за недотримання вимог законодавства щодо обов'язкової частки звучання в ефірі пісень українською мовою (23,5 % замість 25 %).

### Сторінки в соцмережах
- Lux FM у соцмережі «Facebook»
- Lux FM  у соцмережі «Instagram»
- Канал Lux FM на YouTube

### Інші посилання
- Львівське мовлення [Архівовано 15 січня 2013 у Wayback Machine.]
- Онлайн-мовлення [Архівовано 29 березня 2016 у Wayback Machine.]